# Chromosomale erfelijkheidstheorie
De chromosomale erfelijkheidstheorie of chromosoomtheorie van erfelijkheid is de theorie dat chromosomen de dragers zijn van erfelijke eigenschappen. Het is de fysieke basis van wat Gregor Mendel factoren noemde in zijn theorie van Mendeliaanse overerving waarbij een nakomeling van elke ouder één variant ontvangt die zo samen een paar vormen.

## Theorievorming
In de negentiende eeuw werd de theorie van blending inheritance (gemengde overerving) als het waarschijnlijke mechanisme van erfelijkheid gezien. Daarbij zouden eigenschappen bij nakomelingen volgens een continue spectrum variëren tussen die van beide ouders in.
Mendel deed erfelijkheidsonderzoek door verschillende varianten van de erwtenplant Pisum sativum te kruisen. Daarbij nam hij meerdere zaken waar. Bij een kruising van gladde en gerimpelde erwten was er bij de F1-generatie (F voor filial) echter geen sprake van een gelijkmatige vermenging met gematigd gerimpelde erwten als resultaat, zoals te verwachten bij blending inheritance. Er bleek sprake van een discrete variatie, met alleen gladde varianten in de F1-generatie en een derde deel wel gerimpeld in de F2-generatie, waarbij de mate van de respectievelijke gladheid en gerimpeldheid overeenkwam met die van de P-generatie (P voor parental). Mendel concludeerde dat de factor van de gladde variant dominant was en de gerimpelde factor recessief. Dit bracht hem tot wat bekend werd als de wetten van Mendel:
- dominantie en uniformiteit: als een organisme de dominante factor heeft, zal deze tot expressie komen, niet de recessieve factor
- splitsing: tijdens de vorming van een gameet splitst een factorenpaar zich willekeurig, zodat de gameet een enkele factor bevat
- de splitsing van de verschillende factorenparen verloopt onafhankelijk van elkaar

Wat Mendel een factor noemde, werd later bekend als gen, waarbij de allelen of mendeliaanse erffactoren de varianten zijn. Mendel publiceerde zijn bevindingen in 1866, maar zijn bevindingen hadden aanvankelijk nauwelijks invloed. Pas door Carl Correns, Hugo de Vries en Erich von Tschermak kreeg het werk van Mendel bekendheid.
Walther Flemming ontdekte met behulp van anilinekleurstoffen een draadachtige structuur in cellen die hij chromatine (kleurbaar materiaal) noemde, wat Wilhelm von Waldeyer-Hartz daarna chromosoom (gekleurde lichamen) zou noemen. Ook ontdekte hij in 1878 mitose, de celdeling waarbij chromosomen zich splitsen. Flemming was echter niet op de hoogte van het werk van Mendel.
Clarence Erwin McClung was in 1899 de eerste die voor wat toen nog het accessory chromosome werd genoemd, een rol zag bij de geslachtsbepaling. Hij dacht echter nog dat het in 1890 ontdekte X-chromosoom geslachtsbepalend was voor de man.
Theodor Boveri was een van de eersten die meiose waarnam, het proces waarbij uit diploïde of dubbelvoudige moedercellen de haploïde of enkelvoudige gameten worden gevormd.
Walter Sutton kwam rond deze tijd onafhankelijk tot vergelijkbare bevindingen en door de hernieuwde belangstelling voor het werk van Mendel zag hij in 1902 het verband met de erfelijkheid:
I may finally call attention to the probability that the association of paternal and maternal chromosomes in pairs and their subsequent separation during the reducing division as indicated above may constitute the physical basis of the Mendelian law of heredity.
De met beide mannen bekende Edmund Beecher Wilson noemde de theorie daarom ook de Sutton-Boveri-theorie.

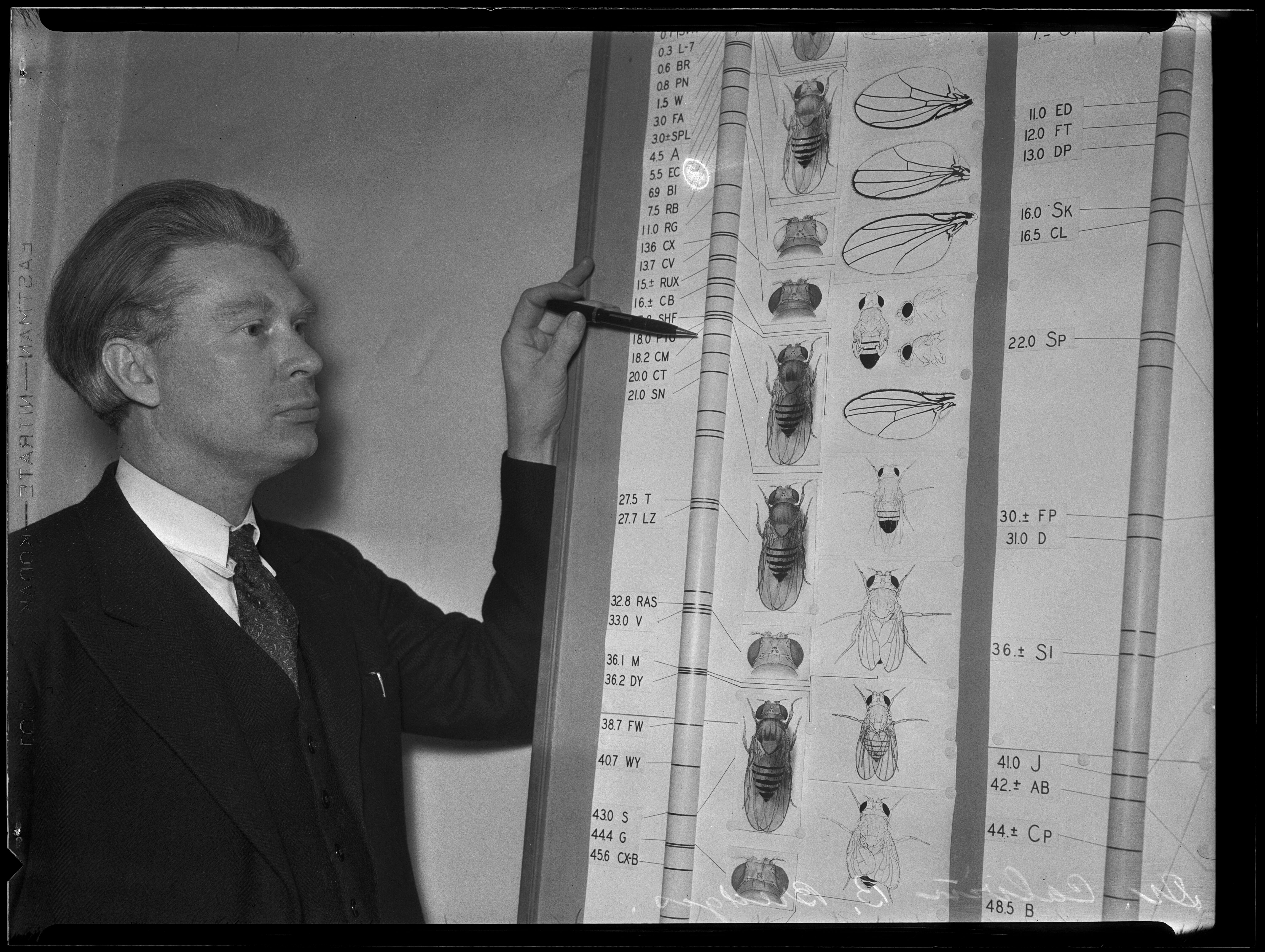
Calvin Bridges bij een genenkaart van Drosophila melanogaster

De chromosoomtheorie kon echter op de nodige kritiek rekenen en werd dan ook geruime tijd niet algemeen aanvaard. De voorstanders wezen vooral op het X-chromosoom – het Y-chromosoom werd pas in 1905 ontdekt – als bewijs dat chromosomen hun individualiteit behouden en zo de rol vervullen die Mendel had gezien voor erfelijk materiaal.:35 De geslachtschromosomen bleven het belangrijkste argument voor de theorie tot in 1915 Thomas Hunt Morgan, een van de belangrijkste critici, overstag ging en de uiteindelijke onderbouwing gaf van chromosomen als dragers van de erfelijke eigenschappen.:54 Zijn experimenten bij fruitvliegjes (Drosophila melanogaster) leidden hem tot de conclusie dat een mutatie de oogkleur beïnvloedde en dat dit effect verschilde bij mannetjes en vrouwtjes, waarna hij tot de conclusie kwam dat de factor zich op het X-chromosoom bevindt.
De geslachtschromosomen hadden zo een centrale rol gespeeld in de onderbouwing van de theorie, maar verkregen daardoor ook een eenzijdige status, alsof de genen op de chromosomen alleen betrekking hadden op het geslacht en alsof genen op de autosomen hier niet bij betrokken waren. De ontdekking van de geslachtshormonen in de jaren 1920-1930 deed de aandacht voor chromosomen voor de geslachtsdifferentiatie naar de achtergrond verschuiven.:57
In de jaren 1960 zorgden nieuwe ontdekkingen voor hernieuwde belangstelling. Onderzoek naar de effecten van een nucleaire fall-out hadden het slaperige vakgebied van cytogenetica leven ingeblazen. Vanaf het onderzoek door Theophilus Painter in 1921 werd gedacht dat mensen 48 chromosomen hadden tot in 1956 cytogenetici Joe Hin Tjio en Albert Levan hun bevindingen publiceerden die aantoonden dat het 46 chromosomen betrof. In 1959 werden het syndroom van Klinefelter (47,XXY), het syndroom van Turner (45,X), het triple X-syndroom (47,XXX) en het syndroom van Down (47,XX,+21 en 47,XY,+21) ontdekt en in 1960 het XXYY-syndroom (48,XXYY). In 1961 werd bij toeval door Avery Sandberg en zijn collega's ook 47,XYY ontdekt.:77, 247